# Niederalteich
Niederalteich er en købstad i Landkreis Deggendorf i Regierungsbezirk Niederbayern i den tyske delstat Bayern, med godt 1.900 indbyggere.

## Geografie
Kommunen ligger Donaus venstre bred, cirka 5 kilometer sydøst for Isars udmunding, ved foden af Bayerischer Wald.

## Historie
Byen opstod sammen med Benediktinerklosteret Kloster Niederaltaich, som blev grundlagt i 731 eller 741 af hertug Odilo von Bayern.